# 阪急汽船
阪急汽船株式会社（はんきゅうきせん）は、かつて兵庫県に本社を置いていた日本の海運会社。

## 概要
1960年代、日立造船（現・カナデビア）が、スイスのシュプラマル社のライセンスにより半没型水中翼船の建造を開始すると、既存の船社はもとより、それまで経験のなかった企業にも、水中翼船を導入して海運業に新規参入する動きが相次いだ。阪急汽船もその中の一社で、当時の京阪神急行電鉄によって、阪急内海汽船株式会社として設立された。
当初、PT-20という総トン数約60tの2隻を導入、1963年、神戸港を拠点に赤穂、鳴門への航路を開設、運航を開始した。大阪湾内では前年1962年、同型船が南海汽船と関西汽船に相次いで就航しており、3社の水中翼船が覇を競った。
1972年には大型のPT-50を導入し、徳島航路を開設した。
他方、1969年に西淡汽船を航路ごと買収、明石 - 富島 - 郡家の在来旅客船航路が加わったが、1976年には撤退している。
その後の水中翼船は、赤穂航路から撤退し、鳴門航路と徳島航路の二航路を運航。1979年に阪急汽船株式会社と社名を変更。
1983年、老朽化したPT-20の代替として、PT-50「ほうしよう」が就航、これが最後の新造船となった。
1990年代に入って阪急グループから共正汽船に経営が代わり、各航路に高速船が投入された。1993年徳島鳴門特急汽船株式会社に社名を変更、翌1994年には徳島高速船に吸収合併され、30余年の歴史に幕を閉じた。

## 航路

### 赤穂航路
- 神戸 - 家島 - 西島 - 赤穂 - 福田(小豆島)

1963年開設(神戸 - 赤穂)
1964年 神戸 - 家島 - 西島 - 赤穂 1往復、他に西島 - 赤穂 1往復
1967年 神戸 - 家島 - 西島 - 赤穂 - 福田 1往復
1969年5月 航路休止

### 鳴門航路
鳴門の発着場所は開設以来亀浦港(鳴門観光港)だったが、1991年に市街地に近い撫養港に変更された。
- 大阪 - 神戸 - 鳴門 - 三本松

1963年開設(神戸 - 鳴門)
1964年 神戸 - 鳴門 3往復
1967年 神戸 - 湊(淡路島) - 鳴門 3往復、うち湊寄港2往復
1975年 神戸 - 鳴門 4往復
1986年 神戸 - 鳴門 夏期3往復、冬季2往復
1992年 大阪 - 鳴門 - 三本松1往復、大阪 - 鳴門 2往復、うち1往復神戸寄港。全便高速船
1994年 徳島高速船に継承

### 徳島航路
- 神戸 - 徳島

1972年2月1日開設
1975年 2往復
1986年 夏期5往復、冬季4往復
1992年 5往復、うち高速船3往復、水中翼船2往復
1994年 徳島高速船に継承

### 西淡路航路
- 明石 - 富島 - 青波 - 室津 - 郡家

1969年2月18日、西淡汽船より航路継承(3月1日吸収合併)、在来客船航路。
1975年 明石 - 富島 4往復、所要時間45分
1976年 西淡路ラインに航路譲渡

## 船舶
水中翼船PT-20
日立造船神奈川工場建造、1962年2月進水。
61.67総トン、機関出力1,350ps、航海速力33ノット、旅客定員65名。
- あまつ
- かすがの

水中翼船PT-50
日立造船神奈川工場建造、旅客定員123名。
- ずいほう[11]

1972年1月竣工、133.09総トン、全長27.54m、型幅5.84m、型深さ3.56m、機関出力2,200ps、航海速力35.0ノット。
- ほうおう[11]

1972年3月竣工、133.12総トン、全長27.54m、型幅5.84m、型深さ3.56m、機関出力2,200ps、航海速力35.0ノット。
- ほうしよう[11]

1983年1月竣工、126.04総トン、全長27.55m、型幅5.84m、型深さ3.52m、機関出力2,500ps、航海速力35.0ノット。徳島高速船に継承。
- 海王[11]

1974年2月竣工、129.63総トン、全長27.54m、型幅5.84m、型深さ3.56m、機関出力2,200ps、航海速力31.4ノット。もと名鉄海上観光船。
旅客船
西淡路航路の在来客船。西淡汽船より継承。
- 第一八幡丸[12]

1961年竣工、73.69総トン、垂線間長22.5m、型幅5.0m、型深さ2.0m、ディーゼル1基、機関出力210ps、航海速力10ノット、旅客定員100名。
1976年、航路ごと西淡路ラインに売船。
- 第八八幡丸[3]

1955年3月進水、46.26総トン、焼玉機関、機関出力140ps、航海速力9.5ノット、旅客定員80名。
高速船
いずれも徳島高速船所属。船舶詳細は同社の項目を参照。
- ぶるーすたー
- さんらいず
- マリンシャトル